# Oscar Moret
Oscar Moret (* 22. Dezember 1912 in Botterens; † 18. April 2003 in Bulle) war ein Schweizer Komponist.
Er absolvierte sein Studium am Konservatorium von Lausanne in den Fächern Komposition bei Aloys Fornerod, Dirigieren bei Hans Haug, Instrumentation bei Naubert-Gaudin und Klarinette bei Jean Novi.
Nach seinem Studium war er Dirigent von Ensemble Choral L'Harmonie de Broc in Broc von 1942 bis 1953. Danach ging er nach Freiburg im Üechtland, wo er bis 1972 das bekannte Blasorchester Musique "La Landwehr" de Fribourg dirigierte. Ebenfalls in Freiburg im Üechtland wirkte er als Professor am Konservatorium und hat in dieser Eigenschaft zahlreiche Blasorchesterdirigenten und Komponisten ausgebildet.
Neben den Kompositionen für Blasorchester hat er sich auch um die Bereicherung der Literatur für Chöre, insbesondere der Männerchöre, verdient gemacht.

## Werke

### Werke für Orchester
- Le Chèkrè du Tsandélê

### Werke für Blasorchester
- 1959 Chinfonyéta di Tsèvrê
- 1975 Remous Rhapsodie sarinienne
- 1981 Trois moments gruériene Suite
- Galé Gringo
- Sam en Gruyère pour orchestre d'harmonie
- Cantus Sariniae pour orchestre d'harmonie
- Gaudeamus Choral und fünf Variationen für Brass-Band

### Vokalmusik
- Tsancholè pour baryton solo et piano, sur des poèmes d'auteurs divers

### Chormusik
- Le Lyodzatâre pour chœur d'hommes
- La kà de ma mîya pour chœur d'hommes
- Nouthron Chènya pour chœur d'hommes
- Ave Maria pour chœur d'hommes
- Prèyîre a Nouthra Dona di Vanî pour chœur d'hommes
- Fô tè rèdzoyi pour chœur d'hommes
- Riondênè dou Furi (2000) pour chœur mixte, texte d'Anne-Marie Yerly